# Gino Bartali
Gino Bartali (18. července 1914, Ponte a Ema – 5. května 2000) byl italský cyklista.
Byl pravděpodobně nejznámější a nejvážnější soupeř Fausta Coppiho (nejen v Itálii). Oba spojuje podobný osud, jejich sportovní kariéra byla přerušena druhou světovou válkou a tak přišli o nejproduktivnější léta, oběma zemřel bratr při nehodě, oba nějaký čas soupeřili ve stejném týmu „Legnano“., aby se později rozešli a každý pak hájil barvy odlišných koncernů: Legnano kontra Bianchi. Itálie se rozdělila na dva tábory. Coppi a Bartali: dva soupeři, ale také dva sportovci, kteří k sobě i k ostatním, chovali úctu. Dokazuje to známa fotografie z Tour de France 1952, která se pro všechny stala symbolem solidarity.
Zatímco Fausto Coppi opustil peloton předčasně, když zemřel na malárii, kariéra Gina Bartaliho je jednou z nejdelších v dějinách cyklistiky.
Gino Bartali poprvé nasedl na bicykl ve třinácti letech, začal závodit společně se svým bratrem, který v roce 1936 zemřel při havárii. První úspěchy se dostavily v roce 1935, když se stal mistrem Itálie po sérii nepřetržitých vítězství, které završil následující rok triumfem na Giro d'Italia. Poté následovala řada dalších úspěchů a právem byl korunován králem silnice. Byly o něm napsány knihy, stovky článků, ale také písně, jako ta nejznámější od Paola Conte.
Člověk velkého srdce a nezapomenutelné upřímnosti, milován pro svou čistotu (tak jako když vzpomínal s nezapomenutelnou intenzitou na svého soupeře Fausta Coppiho na jeho pohřbu). Když Gino Bartali zemřel, do Florencie se s ním přijel rozloučit celý svět, náměstí Elia Della Costa bylo zasypáno miliony květin.

## Nejdůležitější vítězství
- 3x Giro d'Italia – 1936, 1937, 1946
- 2x Tour de France – 1938, 1948
- 4x Milán - San Remo – 1939, 1940, 1947, 1950
- 3x Giro di Lombardia - 1936, 1939, 1940
- 2x Kolem Švýcarska – 1946, 1947
- 4x Mistr Itálie – 1935, 1937, 1940, 1952
- 5x Giro della Toscana – 1939, 1940, 1948, 1950, 1953
- 3x Giro del Piemonte – 1937, 1939, 1951

Na Tour de France zvítězil ve 12 etapách, 20x oblékl žlutý trikot. Na Giro ď Italia zvítězil v 17 etapách a růžový trikot oblékl do 50 etap. Z 988 závodů, kterých se účastnil, zvítězil ve 184.